# Viborg (grad)
Grad Viborg (rusko Выборгский замок, Viborgskij zamok, finsko Viipurin linna, švedsko Viborgs slott) je srednjeveška trdnjava, ki so jo zgradili Švedi okoli leta 1293. Okoli gradu se je razvilo mesto Viborg. Grad je bil več stoletij prva švedska obramba pred Rusi. Njen vojaški in strateški status v poznem srednjem veku je bil takoj za utrjeno prestolnico Stockholm. V gradu je zdaj regionalni muzej.

## Opis
Viborg je bil najvzhodnejša postojanka srednjeveškega Švedskega kraljestva. Nahaja se na  Karelski ožini na majhnem otočku v najbolj notranjem kotu Finskega zaliva v tesni Karelijski ožini, ki povezuje Suomenvedenpohjo z zalivom Viipuri. Zgrajen je bil v 1290-ih letih po tretji švedski križarski vojni na Finsko na mestu prejšnje karelijske trdnjave. Mesto Viborg je bilo prvotno znotraj zunanjih grajskih utrdb na trdnjavskem otoku, potem so ga morali zaradi pomanjkanja prostora preseliti z otoka na celino.

### Izkopavanja
Izkopavanja v 1980-ih so pokazala, da je na tem mestu pred gradom stala švedske trdnjava. Najstarejše sloje poselitve so odkrili na tako imenovanem Smithovem dvorišču. Na trdnjavskem območju je bil najden peščen prsobran z lesenimi stražarskimi mesti. Najdeni so bili tudi zogleneli ostanki stavb, od katerih so bile nekatere povezane z nasipom. Zdi se, da je imela karelijska trdnjava tudi lesen stolp. Med pomembnejšimi najdbami je upognjen meč, datiran v obdobje med letoma 1130–1200.

## Srednjeveška zgodovina
Gradnja naslednje faze trdnjave se je začela leta 1293 po ukazu Torkela Knutssona, visokega švedskega konstabla, ki je v 1290. letih izvedel tako imenovano tretjo švedsko križarsko vojno proti Kareliji. Križarska vojna je bila del potekajočih švedsko-novgorodskih vojn proti Rusom Novgorodske republike. Knutsson je izbral lokacijo nove trdnjave za nadzor nad Viborškim zalivom, ki je mejil na trgovska mesta lokalnega prebivalstva. Iz zaliva je vodil ploven rečni prehod v notranjost in ga povezoval z več okrožji, jezeri in posredno z rekami, ki se izlivajo v Ladoško jezero.
Leta 1364 je bil za švedskega kralja razglašen Albert III. Mecklenburški. Kralj je po nemškem vzoru začel združevati fevde, ki jih je bilo na Finskem ogromno, v manjše province. V nekaterih primerih so te nove province dobile svoje sedeže sodnih izvršiteljev, ki so kasneje izginili.
Grad in velik okoliški fevd sta postala tako rekoč avtonomna kneževina. Njeni guvernerji so se običajno financirali z dohodki iz fevda Viborg, ki je postal mejna grofija. Guvernerji so bili na splošno iz najmočnejših družin kraljestva. Uživali so velike upravne pristojnosti zelo daleč od prestolnice in postali praktično neodvisni vladarji. Pomembni možje, ki so imeli Viborg kot svoj fevd, so bili Bo Jonsson (Grip), Christer Nilsson Vasa (1417–1442), bodoči kralj Karl Knutsson Bonde (1442–1448), Eric Axelsson Tott (1457–1481), Knut Posse (1495–1497), med regentstvom Sten Sture starejši (1497–1499), Eric Bielke in grof John Hoyski. Zlasti v 40. letih 14. stoletja in v poznem 15. stoletju so utrdbe še povečali.
Prva omemba strelnega orožja na Finskem se nanaša ravno na grad Viborg leta 1429. V srednjem veku so Rusi večkrat oblegali grad, najbolj znano leta 1495 med rusko-švedsko vojno (1495–1497), ko je bil guverner gradu Knut Posse. Položaj branilcev je bil videti brezupen, vendar jih je rešila eksplozija v Viborgu na dan sv. Andreja  30. novembra 1495. Skrivnostna eksplozija je prestrašila Ruse, ki so verjeli, da so na nebu videli križ svetega Andreja.
- Maketa gorečega gradu Viborg leta 1710 po ruskem napadu v veliki severni vojni
- Torsten Wilhelm Forstén (1840): Grad Viborg
- Severin Falkman (1886): Karel VIII. Švedski odhaja iz Viborga na volitve novega kralja leta 1448

## Kasnejša zgodovina
V 16. stoletju so grad na veliko prenavljali in dozidali. V 17. stoletju je začel propadati, saj je bila ruska nevarnost manjša in meja bolj proti vzhodu.
Leta 1710 so Viborg zavzeli Rusi. Ko je bila vsa Stara Finska priključena k neodvisnemu Velikemu finskemu vojvodstvu, je grad leta 1812 prešel v finske roke.  Sedanjo podobo je dobil po obsežnih prezidavah v 90. letih 19. stoletja. Vojska Ruskega imperija je grad uporabljala do leta 1918 za sedež svoje uprave.
Od leta 1917 do 1940 in ponovno leta 1941 do 1944 je grad pripadal neodvisni Republiki Finski. Zaradi sprememb meja po drugi svetovni vojni je bil leta 1944 priključen k Sovjetski zvezi.

## Arhitektura
Osrednji grad je na vzhodnem delu otočka na njegovem najvišjem griču in ima nepravilen štirikoten tloris z ogromnim stolpom sv. Olava (finsko Pyhän Olavin torni). Visok je tri do štiri nadstropja. Zunanje obzidje sledi obali otočka.

## Vir
- Carl Jacob Gardberg (1994) Finlands medeltida borgar (Esbo : Schildt) ISBN 978-9515006165